# Stowarzyszenie na rzecz Innej Polityki
Stowarzyszenie na rzecz Innej Polityki (łot. Sabiedrība citai politikai, SCP) – łotewskie centrowe ugrupowanie polityczne o programie socjalliberalnym istniejące w latach 2008–2011. W sierpniu 2011 weszło w skład partii politycznej „Jedność”. 

## Historia
Partia powstała 6 września 2008 na bazie organizacji społecznej Stowarzyszenie na rzecz Innej Polityki i Państwa Prawa (łot. Sabiedrība citai politikai un tiesiskai valstij), które następnie zmieniło nazwę na „Stowarzyszenie na rzecz Dobrych Przemian” (Sabiedrība par labām pārmaiņam). Szeregi ugrupowania zasilili głównie dawni działacze Partii Ludowej. Szefem SCP został przedsiębiorca Gatis Kokins. Wybrano trzech współprzewodniczących: Aigarsa Štokenbergsa, Artisa Pabriksa i Karīnę Kornę. Członkiem honorowym została synowa Zigfrīdsa Anny Meierovicsa Ingrīda Meierovica. 

## Program
Partia opowiedziała się za społeczną gospodarką rynkową. Podkreślając wrażliwość społeczną, umieściła „człowieka i jego potrzeby w centrum zainteresowania”. Wezwała do budowy uczciwego i sprawnie zarządzanego państwa dobrobytu na Łotwie, sprawiedliwego systemu podatkowego, wzrostu poziomu zaufania społecznego do polityków, rozwoju edukacji, nauki i kultury. Opowiedziała się za umocnieniem roli Łotwy w Europie. 

## Reprezentacja
Partia wzięła udział w wyborach do Parlamentu Europejskiego w 2009, uzyskując 3,85% poparcia. W tym samym roku uzyskała mandaty w samorządach regionalnych, m.in. Jurmale i Lipawie, Alūksne, Saulkrasti, Goldyndze, Auce, Koknese.  
Najlepszy wynik zanotowała w Krustpils, gdzie objęła prawie połowę mandatów. 
W wyborach w 2010 partia ubiegała się o mandaty poselskie w ramach centroprawicowej koalicji „Jedność”. Jej przedstawiciele uzyskali w Sejmie 6 mandatów oraz weszli do drugiego rządu Valdisa Dombrovskisa jako ministrowie obrony (Pabriks) i sprawiedliwości (Štokenbergs). 6 sierpnia 2011 SCP weszła w skład jednolitej partii politycznej utworzonej na bazie bloku wyborczego „Jedność”. W skład zarządu nowego ugrupowania weszli działacze SCP: Aigars Štokenbergs, Artis Pabriks, Dzintars Zaķis, Aleksejs Loskutovs,  Karīna Korna i Krišjānis Bušs. 

## Władze
Przewodniczącym ugrupowania po ustąpieniu Gatisa Kokinsa był Aigars Štokenbergs, a w skład jego zarządu wchodzili m.in. Artis Pabriks, Edvards Smiltēns, Hosams Abu Meri, Edgars Krūmiņš i Aleksejs Loskutovs.